# Сан Хосе де лас Лахас
Сан Хосе де лас Лахас (шп. San José de las Lajas) је град на Куби у покрајини Mayabeque. Према процени из 2011. у граду је живело 49.150 становника.

## Становништво
Према процени, у граду је 2011. живело 49.150 становника.
| 1991.  | 2011.  |
| ------ | ------ |
| 44.342 | 49.150 |